# Zahrádka (Tábor)
Zahrádka (německy Sachradka) je vesnice, část města Tábor ve stejnojmenném okrese v Jihočeském kraji.
Nachází se západně od Tábora, vlevo poblíž silnice číslo 19 (směr Písek, Rožmitál pod Třemšínem), asi 2,7 kilometru od mimoúrovňové křižovatky silnic č.19 a 603 na severním okraji Tábora. Těsně sousedí s místní částí Všechov. Na ploše cca čtyři hektary se v současnosti (2015) nachází 20 domů, z toho 12 z nich je trvale obydlených; v lokalitě u řeky Lužnice se nachází 53 rekreačních chat. Asi 600 m severně je využívané letiště (dříve vojenské) pro sportovní létání a různé akce (např. Mistrovství ČR leteckých modelářů 2006; moto a auto srazy).

## Historie
První písemná zmínka o vesnici pochází z roku 1379. V roce 1572 se uvádí jako „ves“ pustá: „Roku 1572, při dělení zboží Poláneckého dostali bratři Jan a Fridrich Voražičtí z Paběnic po polovici tvrze Polánky, dvoru a vsi a vsi pusté Zahrádky. Kde tato bývala, neznámo.„ (cit. Roman Cikhart).
Před rokem 1572 místo, kde asi stávala pustá samota „Zahrádka“ se rovněž nazývalo „Kakanov“. Po roce 1611 se pustina stává součástí města Tábora a ponechala si pojmenování „Zahrádka“.

## Přírodní poměry
Soustava rybníčků a přilehlé okolí o rozloze 30 hektarů je od 22. února 2008 v seznamu evropsky významných lokalit (v rámci mezinárodního projektu Natura 2000). Cílem projektu je ochrana nejcennějších, nejohroženějších či vzácných a v oblasti ojedinělých živočichů, rostlin a typů přírodních stanovišť.
U Zahrádky, zejm. u rybníčků „Studený“ a „Zahrádecký“ jsou široké lemy litorárních porostů rákosin, na hrázích mokřadní olšiny, žijí zde mokřadní ptáci a populace několika druhů obojživelníků, např. v ČR poměrně vzácná žába kuňka obecná (Bombina bombina).

## Obyvatelstvo
| Rok            | 1869 | 1880 | 1890 | 1900 | 1910 | 1921 | 1930 | 1950 | 1961 | 1970 | 1980 | 1991 | 2001 | 2011 | 2021 |
| -------------- | ---- | ---- | ---- | ---- | ---- | ---- | ---- | ---- | ---- | ---- | ---- | ---- | ---- | ---- | ---- |
| Počet obyvatel | 104  | 111  | 108  | 100  | 97   | 99   | 76   | 47   | 52   | 44   | 41   | 38   | 36   | 37   | 49   |
| Počet domů     | 13   | 13   | 13   | 14   | 14   | 14   | 14   | 48   | 48   | 12   | 10   | 14   | 14   | 16   | 18   |

## Obecní správa
Při sčítání lidu v letech 1850–1920 Zahrádka byla osadou obce Klokoty v okrese Tábor. V letech 1921–1960 byla samostatnou obcí v okrese Tábor. V letech 1961–1971 byla znovu částí obce Klokoty v okrese Tábor. Od 26. listopadu 1971 je částí města Tábor ve stejnojmenném okrese, kdy se konaly městské volby. V letech 1921–1960 k obci patřil Všechov.

## Galerie

Zahrádka - Tábor
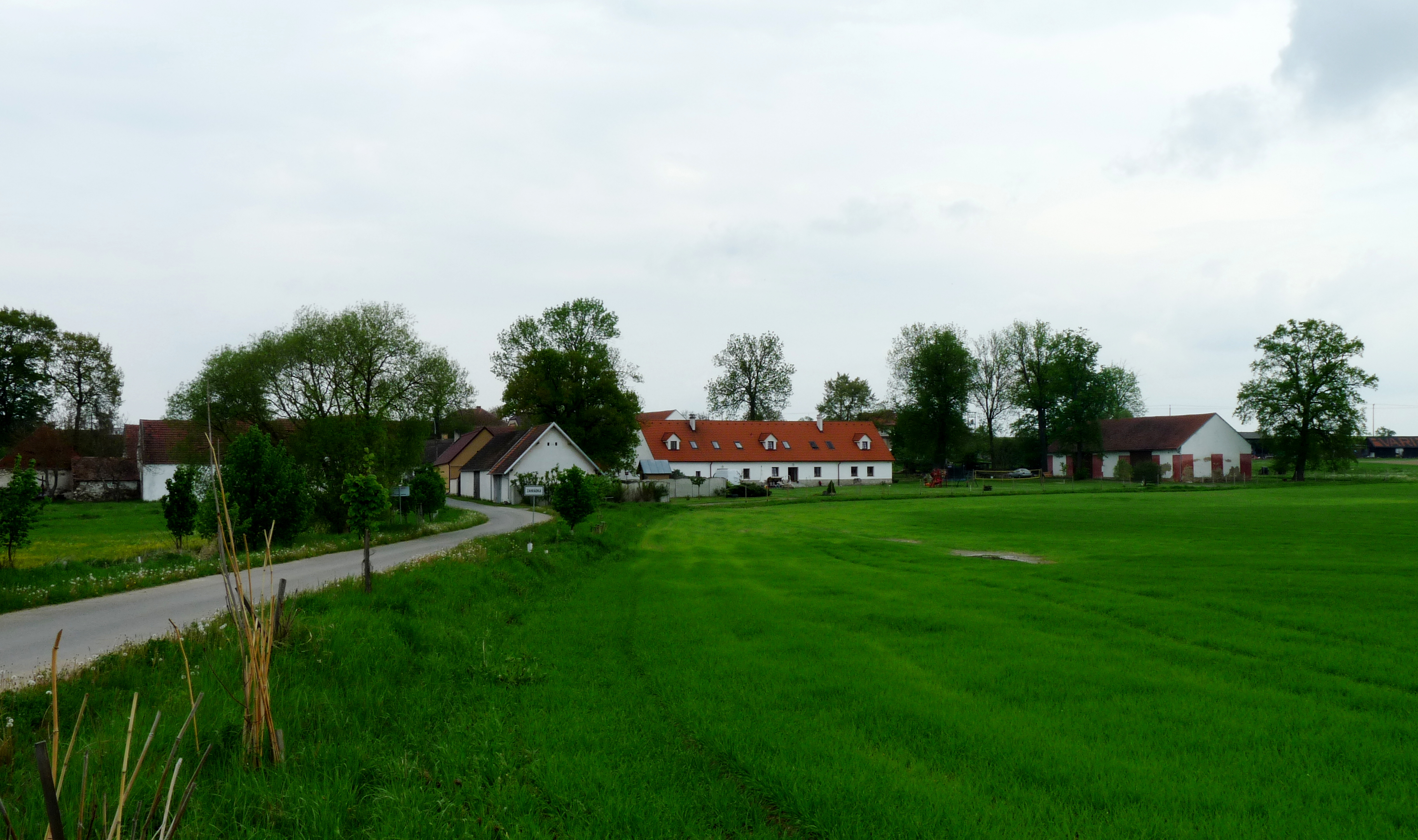
Pohled od silnice
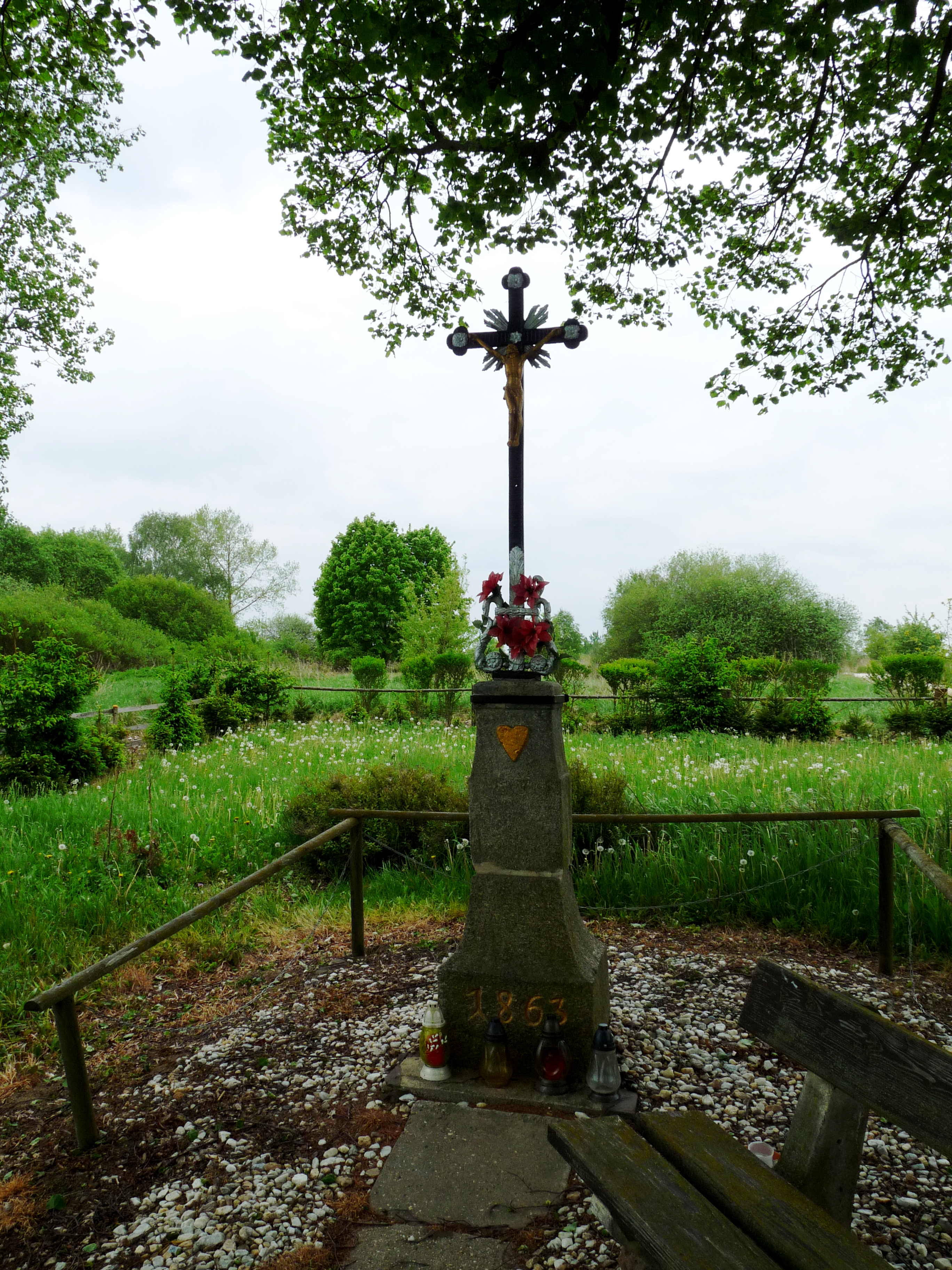
Křížek u vsi
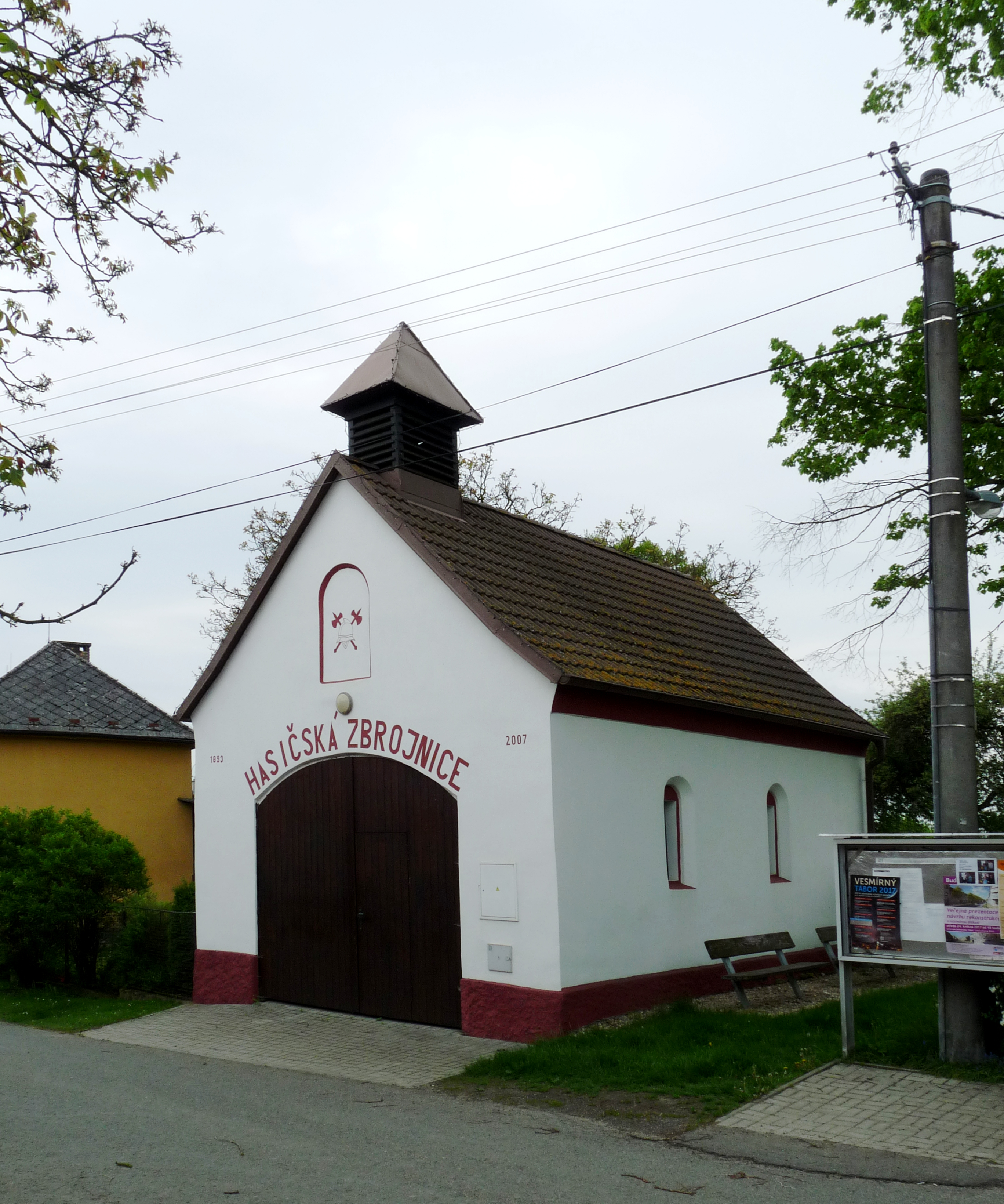
Hasičská zbrojnice
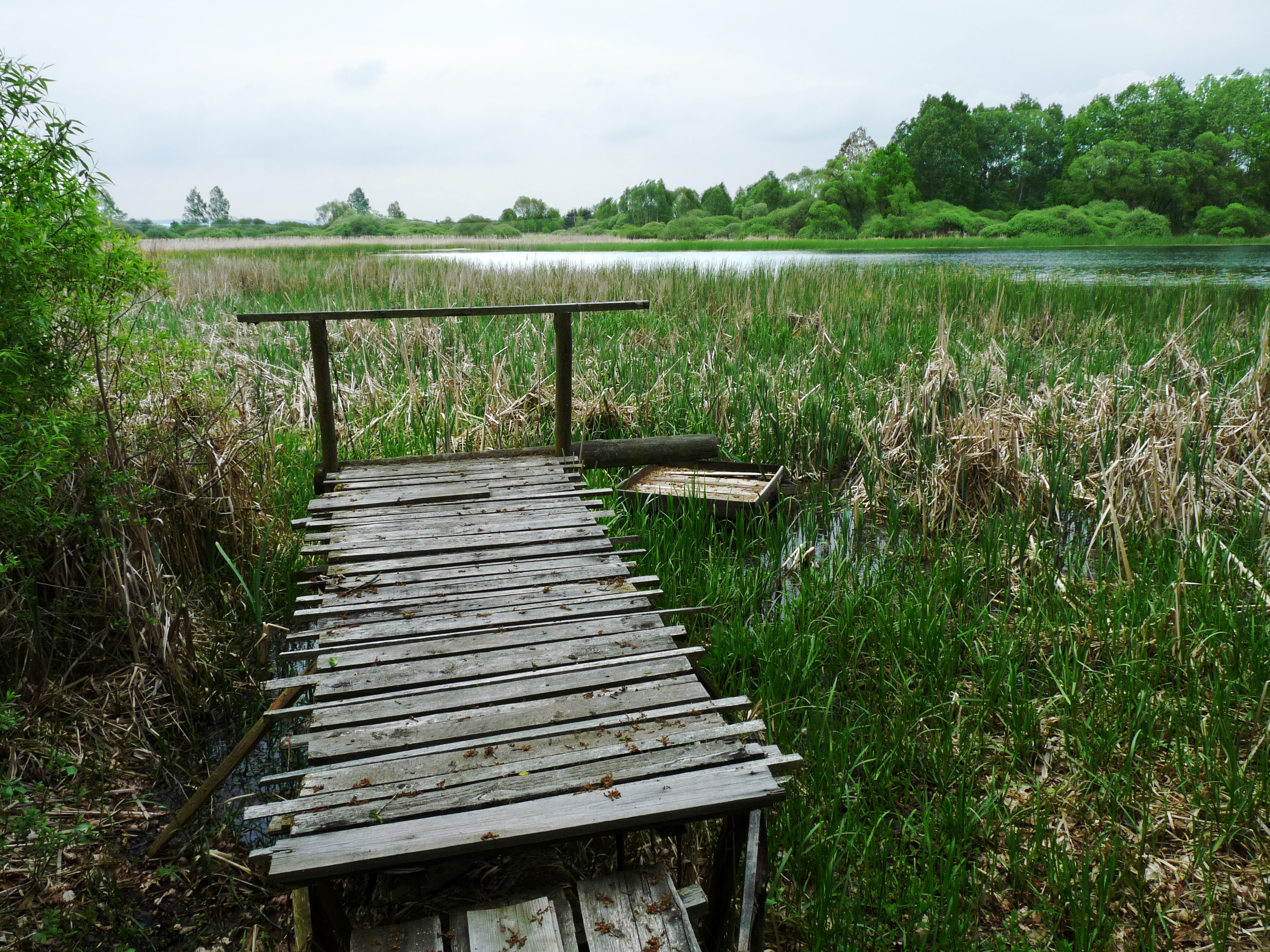
Zahrádecký rybník